# Ratnovce
Ratnovce jsou obec na Slovensku asi 3 km jižně od města Piešťany. V roce 2017 zde žilo 1 073 obyvatel. První písemná zmínka o obci pochází z roku 1240 pod názvem Ratun.
V obci stojí římskokatolický kostel svaté Margity Antiochijské z roku 1320. Jde o raně gotický jednolodní kostel postavený na návrší za obcí. Vede k němu 118 schodů. Do 13. století je datována spodní část věže a obvodové zdi kostela.